# Killegray
Killegray es una isla localizada en el grupo de las Hébridas Exteriores, en Escocia. La isla presenta una forma alargada, de aproximadamente 2,5 km de largo.
Killegray se encuentra ubicada en el canal de Harris, un canal marino localizado entre las islas de North Uist y Harris.
La isla permanece actualmente deshabitada, pero parece haber estado ocupada por una familia de entre 3 y 5 miembros entre los años 1861 y 1931. No obstante, dos personas vivían temporalmente en la isla cuando el censo de 1971 fue efectuado.
- Datos: Q3177597
- Multimedia: Killegray / Q3177597